# Malapterus reticulatus
Malapterus reticulatus là loài cá biển duy nhất thuộc chi Malapterus trong họ Cá bàng chài. Loài cá này được mô tả lần đầu tiên vào năm 1839.

## Từ nguyên
Danh pháp của chi, malapterus, trong tiếng Hy Lạp có nghĩa là "vây mềm", hàm ý có lẽ đề cập đến những gai mềm ở vây lưng. Tính từ định danh của loài cá này, reticulatus, trong tiếng Latinh có nghĩa là "có hình lưới", hàm ý đề cập đến việc vảy của chúng xếp thành hình mắt lưới với viền nâu ở mỗi vảy.

## Phạm vi phân bố và môi trường sống
M. reticulatus có phạm vi phân bố giới hạn ở Đông Nam Thái Bình Dương. Loài này hiện chỉ được tìm thấy tại quần đảo Juan Fernández và quần đảo Desventuradas. Cả hai quần đảo này đều thuộc chủ quyền của Chile, nên có thể xem M. reticulatus là loài đặc hữu của quốc gia này.
M. reticulatus sống tập trung gần các rạn san hô ở vùng trên triều (gần bờ).

## Hành vi
M. reticulatus được biết đến là những cá thể làm vệ sinh cho các loài cá thuộc chi Scorpis. Chúng ăn những loài ký sinh bám trên cơ thể của Scorpis.